# أرنولد روزنر
أرنولد روزنر (بالإنجليزية: Arnold Rosner)‏ هو ملحن أمريكي، ولد في 8 نوفمبر 1945 في نيويورك في الولايات المتحدة، وتوفي في 8 نوفمبر 2013 في بروكلين في الولايات المتحدة.

## وصلات خارجية
- الموقع الرسمي
- أرنولد روزنر على موقع ميوزك برينز (الإنجليزية)
- أرنولد روزنر على موقع ديسكوغز (الإنجليزية)